# Rosa lichiangensis
Rosa lichiangensis — вид рослин з родини трояндових (Rosaceae); ендемік Китаю.

## Опис
Кущ виткий ≈ 2 метри заввишки. Гілочки циліндричні, стрункі; колючки розсіяні, трохи вигнуті, короткі, кремезні. Листки включно з ніжками 3–5 см; прилистки здебільшого прилягають до ніжки, вільні частини ланцетні, знизу запушені, край цілісний, часто рідко залозисто-запушений, верхівка довго загострена; остови й ніжки запушені й рідко коротко колючі; листочків 3–5(7), еліптичні або обернено-яйцюваті, 1–2.3 × 0.5–1.3 см, знизу голі а зверху рідко запушені або голі, основа клиноподібна або широко клиноподібна рідко майже округла, край просто пилчастий і зуби часто верхівково-залозисті молодими, верхівка гостра або округло-тупа. Квіток 2–4 у зонтикоподібному щитку, 2.5–3 см у діаметрі. Чашолистків 5, яйцювато-ланцетні. Пелюсток 5, рожеві, зворотно-яйцюваті, основа широко клиноподібна, верхівка виїмчаста.

## Поширення
Ендемік Китаю: пн.-зх. Юньнань. Населяє чагарники.